# Bulzeștii de Sus (gmina)
Bulzeștii de Sus – gmina w Rumunii, w okręgu Hunedoara. Obejmuje miejscowości Bulzeștii de Jos, Bulzeștii de Sus, Giurgești, Grohot, Păulești, Rusești, Stănculești, Ticera i Tomnatec. W 2011 roku liczyła 271 mieszkańców.